# Накшидил валиде султан
Накшидил валиде султан е наложница на османския султан Абдул Хамид I и майка на султан Махмуд II. Произходът ѝ е неизвестен, но някои я отъждествяват с Мари Март Айме Дюбук дьо Ривери от остров Мартиника, втора братовчедка на императрица Жозефина Боарне.